# Artème Ier d'Alexandrie
Pour les articles homonymes, voir Artème.
 (février 2009).
Si vous disposez d'ouvrages ou d'articles de référence ou si vous connaissez des sites web de qualité traitant du thème abordé ici, merci de compléter l'article en donnant les références utiles à sa vérifiabilité et en les liant à la section « Notes et références ».
Artème Ier (mort en 1852) est pape et patriarche orthodoxe d'Alexandrie et de toute l'Afrique du 9 octobre 1845 au 11 février 1847.